# Зорин, Леонид Иванович
Леони́д Ива́нович Зо́рин (1906—1995) — советский государственный и военный деятель, генерал-майор инженерно-технической службы.

## Биография
Родился 1 июня 1906 года в г. Харькове. Окончил Харьковское приходское училище в 1916 г., торгово-промышленное училище в 1918 г., военный рабфак при Харьковском авиационном институте в 1932 г., Военную академию механизации и моторизации РККА в 1939 г. Свободно владел немецким и английским языками. В РККА с 3.10.1928 г.
- С 3.10.1928 г. в погранвойсках ЛГПУ в Ашхабаде — красноармеец, командир отделения, помкомвзвода, старшина кавэскадрона, комсорг погранотряда, инспектор политотдела управления погранвойск ОГПУ в Ташкенте.
- С 08.1931 — ответсекретарь ВЛКСМ, инструктор политотдела 2 Харьковской пограничной школы ОГПУ.
- С11.1934 — слушатель ВА механизации и моторизации РККА.
- С 29.06.1939 — в распоряжении ГРУ ГШ РККА.
- С 14.08.1941 — ИД заместитель начальника разведотдела штаба Центрального фронта.
- С 14.11.1941 — заместитель начальника разведотдела штаба Калининского фронта по агентурной разведке.
- С 24.11.1941 — в распоряжении ГРУ ГШ РККА.
- С 7.01.1942 — начальник 3 отделения 3 отдела ГРУ ГШ РККА.
- С 27.01.1942 — в распоряжении ГРУ ГШ РККА.
- С 1941 — заместитель уполномоченного НКВТ по транзиту военных грузов из Ирака и Ирана.
- С 11.02.1942 в г. Бушире организовал работу по сборке, приемке и отправке грузовых автомашин через Тегеран в СССР.
- С 03.1942 — уполномоченный НКВТ по транзиту военных грузов из Ирака и Ирана.
- С 8.05.1946 — начальник управления репарационных поставок из Германии СВА в Германии.
- С 16.05.1950 — заместитель министра внешней торговли СССР.
- С 19.03.1953 по 1.08.1956 — начальник 1 импортного управления Министерства внешней торговли СССР.
- С 1962 по 1986 гг. — заместитель министра внешней торговли СССР[1].

Умер в Москве 23 мая 1995 года.

## Воинские звания
- политрук (13.01.1936),
- старший политрук (12.02.1938),
- инженер-капитан (28.03.1939),
- инженер-майор (8.10.1940),
- инженер-полковник (18.10.1942),
- генерал-майор ИТС (2.11.1944).

## Государственные награды
- три ордена Ленина (02.1944, 1948, 1954),
- два ордена Красного Знамени (02.1945,1950),
- орден Отечественной войны I степени
- орден Трудового Красного Знамени
- орден Красной Звезды (05.1944),
- медали.